# Västra Kroktjärnen (Silbodals socken, Värmland)
Västra Kroktjärnen är en sjö i Årjängs kommun i Värmland och ingår i Göta älvs huvudavrinningsområde. Sjöns area är 0,042 kvadratkilometer och den befinner sig 285 meter över havet.